# Alberto Bianchino
Alberto Bianchino (Castelnuovo di Ceva, 10 novembre 1951) è un politico italiano, sindaco di Asti dal 1994 al 1998.

## Biografia
Alberto Bianchino è stato per lungo tempo preside della scuola media "Goltieri" di Asti, prima di darsi alla politica attiva.
Alle Elezioni comunali di Asti del 1994 è candidato sindaco di una coalizione di sinistra (PDS, PRC e una lista civica), venendo eletto al ballottaggio. Sotto la sua amministrazione ha dovuto affrontare una delle pagine più nere della storia della città: l'alluvione del novembre 1994. Rimane in carica fino al 1998.
È poi tornato nella giunta comunale, in veste di assessore ai lavori pubblici, durante l'amministrazione Voglino dal 2002 al 2007.